# La gloria del Ducato di Carniola
La gloria del Ducato di Carniola (titolo nella lingua originale: Die Ehre des Hertzogthums Crain) è un libro scritto da Johann Weichart Freiherr von Valvasor (conosciuto anche come Janez Vajkard Valvasor in sloveno), nel 1689.

In questo libro, lo scrittore narra la vita nella Carniola del XVII secolo.
Si tratta di una testimonianza molto ampia della vita nel Ducato di Carniola del XVII secolo: 15 volumi, 3.532 pagine, 528 incisioni in rame e 24 appendici, pubblicato in lingua tedesca. A tutt'oggi è una preziosa fonte di informazioni sulla vita e sulla storia della regione, e l'autore è considerato un precursore della moderna storiografia slovena. In tale libro è inoltre raccontata la leggenda di Jure Grando, che sarebbe stato il primo vampiro documentato.